# 青木武三
青木 武三（あおき たけぞう、1894年（明治27年）3月21日 - 1982年（昭和57年）8月6日）は、日本の陸軍軍人。最終階級は陸軍中将。

## 経歴
山口県出身。岩国中学校（現山口県立岩国高等学校）を卒業し、1915年（大正4年）5月、陸軍士官学校（27期）を卒業。同年12月、歩兵少尉に任官し歩兵第21連隊付となる。1919年（大正8年）5月、操縦術を修了し、同年12月、航空第2大隊付となる。航空第3大隊付を経て航空第3大隊中隊長に就任し、1925年（大正14年）5月、兵科を航空兵に転じ航空兵大尉となる。以後、明野陸軍飛行学校教官、陸軍航空本部員、第2飛行集団司令部員、同参謀、飛行第33戦隊長を歴任し、1939年（昭和14年）3月、航空兵大佐に昇進した。
1940年（昭和15年）8月、第12飛行団長となり満州に赴任。明野陸軍飛行学校幹事、同校長を務め、1943年（昭和18年）3月、陸軍少将に昇進。1944年（昭和19年）6月、明野陸軍飛行学校が明野教導飛行師団に改編され同師団長に就任。第30戦闘飛行集団長充用を兼ね、1945年（昭和20年）7月、陸軍中将に進み第20戦闘飛行集団長に転じて、高松市で本土決戦に備えて終戦を迎えた。同年12月、予備役に編入された。
1947年（昭和22年）11月28日、公職追放仮指定を受けた。